# Banco Macro
Banco Macro est une banque argentine fondée en 1976 et faisant partie du Merval, le principal indice boursier de la bourse de Buenos Aires.